# Кленик (Литія)
Кленик (словен. Klenik) — поселення в общині Литія, Осреднєсловенський регіон, Словенія. Висота над рівнем моря: 548,7 м.